# Nemcovce (Prešov)
Nemcovce (em húngaro: Kapinémetfalu) é um município da Eslováquia, situado no distrito de Prešov, na região de Prešov. Tem 5,74 km² de área e sua população em 2018 foi estimada em 480 habitantes.

## Demografia
| Ano:        | 1994 | 2004    | 2014   | 2024   |
| ----------- | ---- | ------- | ------ | ------ |
| Broj ljudi: | 408  | 451     | 479    | 478    |
| Razlika:    |      | +10,53% | +6,20% | -0,20% |

| Ano:               | 2023 | 2024   |
| ------------------ | ---- | ------ |
| Número de pessoas: | 481  | 478    |
| Diferença:         |      | -0,62% |